# Leben des Orest
Leben des Orest är en tysk grand opera i fem akter (åtta scener) med musik av Ernst Krenek (op. 60). Librettot skrevs av Krenek efter Euripides drama om Orestes. På partituret finns kompositionstiden angiven: 8 augusti 1928 – 13 maj 1929, och innehåller även förslag på förkortningar.

## Historia
Kreneks ambition var att framställa "människor från vår tid som uttrycker sitt varande i en löst sammansatt miljö hämtad från den fabelns odödliga och tidlösa storslagenhet" men även som en kommentar till fascismens hot i Europa. Musiken är senromantisk och mestadels tonal. Operan hade premiär den 19 januari 1930 på Das Neue Theater i Leipzig under ledning av Gustav Brecher. I början av mars hade operan premiär i Berlin på Krolloperan.

## Uppförandehistorik
Tretton olika uppsättningar av Leben des Orest gick av stapeln fram till 1933, då Nazisterna grep makten och bannlyste Kreneks verk från tyska scener. Den första uppsättningen efter andra världskriget skedde 1947 i Linz, därefter Frankfurt am Main (1951), Graz (1952), Düsseldorf (1954) och Wiesbaden (1961). Uppsättningarna 1961 i Darmstadt dirigerades av Krenek själv, men drog till sig högljudda demonstrationer mot dess påstådda musikaliska konservatism. Pierre Boulez skrev ett öppet brev och fördömde ledningens agerande mot störningen som "organiserad terror" och fakulteten på Darmstadtskolans sommarkurser höll med honom och kallade verket för en relik från 1920-talet.

## Personer
- Agamemnon, kung av Mykene (tenor)
- Klytaimnestra, hans hustru (mezzosopran eller kontraalt)
- Elektra, deras dotter (sopran)
- Iphigenie, deras dotter (mezzosopran)
- Orest, deras son (baryton)
- Ægisth, en släkting (tenor)
- Anastasia, den kungliga amman (kontraalt)
- Ægisths tjänare (tenor)
- Tre äldre (3 barytoner)
- En lam lutspelare (stum roll)
- Aristobulos, domare i Athen (bas)
- En ropare
- Två gatflickor (2 mezzosopraner)
- Fyra gatsångare (2 tenorer, 2 basar)
- En herde (baryton)
- En liten flicka (stum roll)
- Thoas, kung i norr (bas)
- Thamar, hans dotter (sopran)

## Handling
Handlingen rör sig kring Orestes frigörelse, från ett brutalt och djuriskt sätt att leva till ett liv av mening och mänsklighet; från mordet på modern till den gudomliga upphöjelsen.